# Hero of War
«Hero of War» (с англ. — «Герой войны») — акустическая песня американской панк-рок-группы Rise Against из альбома Appeal to Reason, Песня ошибочно считается третьим синглом альбома, из-за публикации её видеоклипа на странице группы в Myspace. Но как выяснилось позже, это был лишь проморолик, а третьим синглом альбома является «Savior».

## Сюжет песни
Песня начинается со слов военного рекрутёра, предлагающего главному герою записаться на службу. Поддавшись на обещанные приключения и вознаграждение, молодой человек соглашается. В конце песни, уже будучи ветераном, он с горькой иронией вспоминает слова рекрутёра о том, что служба даст ему шанс «повидать мир».
Главный герой видит разрушительную стихию войны, включающую и разрушение его моральных устоев: изначально он призывает прекратить издевательства и пытки над пленными, но позже и сам в них участвует. Солдата переполняет чувство патриотизма, вот как он выражается о флаге своей страны: «Если понадобится, я умру с этим флагом в руках. Потому что я люблю этот флаг, флаг, в который я верю.» Но позже, во время боя, он вынужден застрелить женщину («Она шла сквозь пули и дым, я просил её остановиться, я умолял её остаться, но она шла вперед.»), а уже после выстрела замечает, что в руках у неё был белый флаг. После этого главный герой отрекается от флага своей страны и так говорит о белом флаге: «Я принёс тот флаг домой, и теперь он лишь собирает пыль. Но это тот флаг, которой я люблю, и только в этот флаг я верю.»
Тим Макилрот посвятил эту песню как бессмысленной жестокости войны, так и всем тем солдатам, которые защищают свои страны за рубежом.
Ближе к концу песни, ветеран с отвращением смотрит на тех, кто видит в нём «героя войны»: «Вот что они видят, лишь медали и шрамы, и так чертовски мною горды!» Тим сказал, что использовал сарказм, потому что люди считают солдат героями, хотя многие из них себя таковыми не считают.